# Painting the Corners: The Best of Fastball
Painting the Corners: The Best of Fastball è il quarto album (ed il primo greatest hits) del gruppo musicale statunitense Fastball, pubblicato nel 2002.

## Tracce
| #  | Title                          | Length | Music        |
| -- | ------------------------------ | ------ | ------------ |
| 1  | Make Your Mama Proud           | 2:11   | Tony Scalzo  |
| 2  | Emotional                      | 2:20   | Miles Zuniga |
| 3  | Out of My Head                 | 2:33   | Tony Scalzo  |
| 4  | Fire Escape                    | 3:22   | Miles Zuniga |
| 5  | The Way                        | 4:17   | Tony Scalzo  |
| 6  | Slow Drag                      | 3:37   | Miles Zuniga |
| 7  | Are You Ready for the Fallout? | 3:12   | Tony Scalzo  |
| 8  | Dark Street                    | 3:27   | Miles Zuniga |
| 9  | You're an Ocean                | 3:19   | Tony Scalzo  |
| 10 | Vampires                       | 3:11   | Miles Zuniga |
| 11 | Human Torch                    | 2:42   | Tony Scalzo  |
| 12 | Sooner or Later                | 2:40   | Miles Zuniga |
| 13 | Love is Expensive and Free     | 3:03   | Tony Scalzo  |
| 14 | She Comes ‘Round               | 3:27   | Miles Zuniga |
| 15 | Black Rain                     | 2:56   | Miles Zuniga |
| 16 | Funny How It Fades Away        | 4:10   | Tony Scalzo  |
| 17 | Vampires (Music Video)         | 7:42   | Miles Zuniga |